# 仙鹤寺
仙鹤寺，一称礼拜寺，是中国江苏省扬州市的一座清真寺，与广州怀圣寺、泉州清净寺、杭州凤凰寺并称为中国沿海四大伊斯兰教寺庙，也是中国现存较早的清真寺之一。位于扬州老城区南门街，汶河南路东侧。是江苏省文物保护单位，也是扬州著名景点之一。2019年10月7日公布为第八批全国重点文物保护单位。

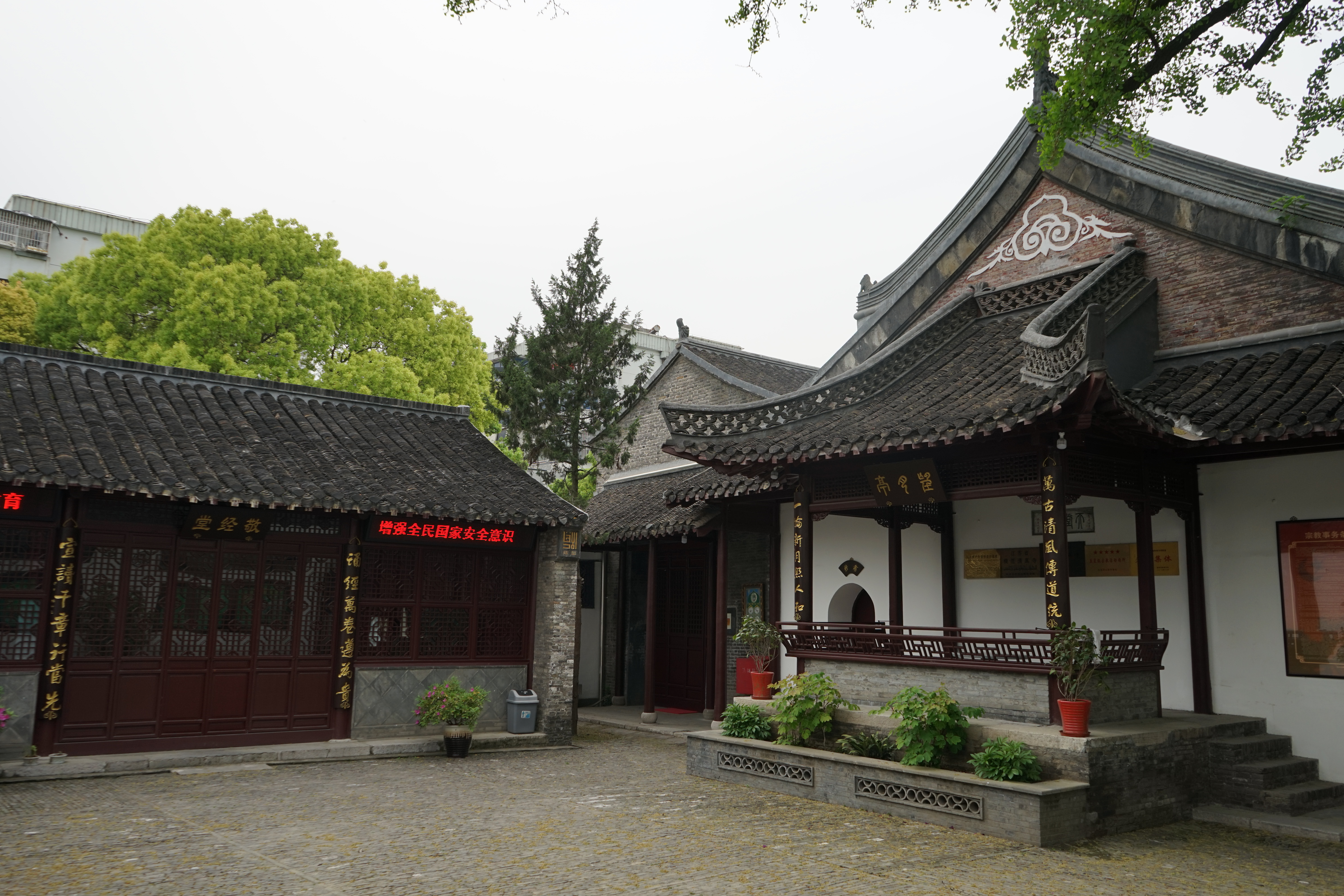
敬经堂

仙鹤寺始建于元至元十二年（南宋德祐元年，1275年），由前来扬州传教的阿拉伯人普哈丁所建，普哈丁是伊斯兰教创始人穆罕默德第十六世裔孙。全寺形如仙鹤，故而得名。该寺大部后毁于战火，明洪武二十三年（1390年），阿拉伯传教士哈三重建此寺。嘉靖二年（1523年）再次重建。后大殿等主体建筑又多次重修。
目前，仙鹤寺仍是扬州穆斯林的主要宗教活动场所。